# Милевский, Максим Иванович
Максим Иванович Милевский (1923—2005) — старший сержант Рабоче-крестьянской Красной Армии, участник Великой Отечественной войны, Герой Советского Союза (1945).

## Биография
Максим Милевский родился 15 марта 1923 года в селе Павловка (ныне — Конырозек, Успенский район Павлодарской области Казахстана). Окончил восемь классов школы. В феврале 1942 года Милевский был призван на службу в Рабоче-крестьянскую Красную Армию. С декабря того же года — на фронтах Великой Отечественной войны.
К февралю 1945 года гвардии старший сержант Максим Милевский командовал орудием 12-го гвардейского отдельного истребительно-противотанкового дивизиона 3-й гвардейской стрелковой дивизии 2-й гвардейской армии 3-го Белорусского фронта. Отличился во время освобождения Польши. 5 февраля 1945 года Милевский участвовал в отражении четырёх немецких контратак в районе населённого пункта Занд в 12 километрах к северо-западу от города Бартошице, лично уничтожив САУ «Фердинанд» и большое количество солдат и офицеров противника.
Указом Президиума Верховного Совета СССР от 19 апреля 1945 года за «мужество и героизм, проявленные в Восточно-Прусской операции» гвардии старший сержант Максим Милевский был удостоен высокого звания Героя Советского Союза с вручением ордена Ленина и медали «Золотая Звезда» за номером 7575.
После окончания войны Милевский был демобилизован. Проживал и работал на родине. Выйдя на пенсию, руководил районным Советом ветеранов. Умер 30 августа 2005 года.
Был также награждён орденами Отечественной войны 1-й степени, Красной Звезды, Славы 3-й степени, казахским орденом «Парасат» и рядом медалей.